# Lorenzo Alaimo
Lorenzo Alaimo (Hensies, 15 de junho de 1952) é um ex-ciclista belga, que competiu como profissional entre 1974 e 1975. Terminou em último lugar no Tour de France 1974.